# Macinacaffè
Il macinacaffè (detto anche macinino del caffè) è un piccolo utensile domestico che serve a polverizzare i grani del caffè.

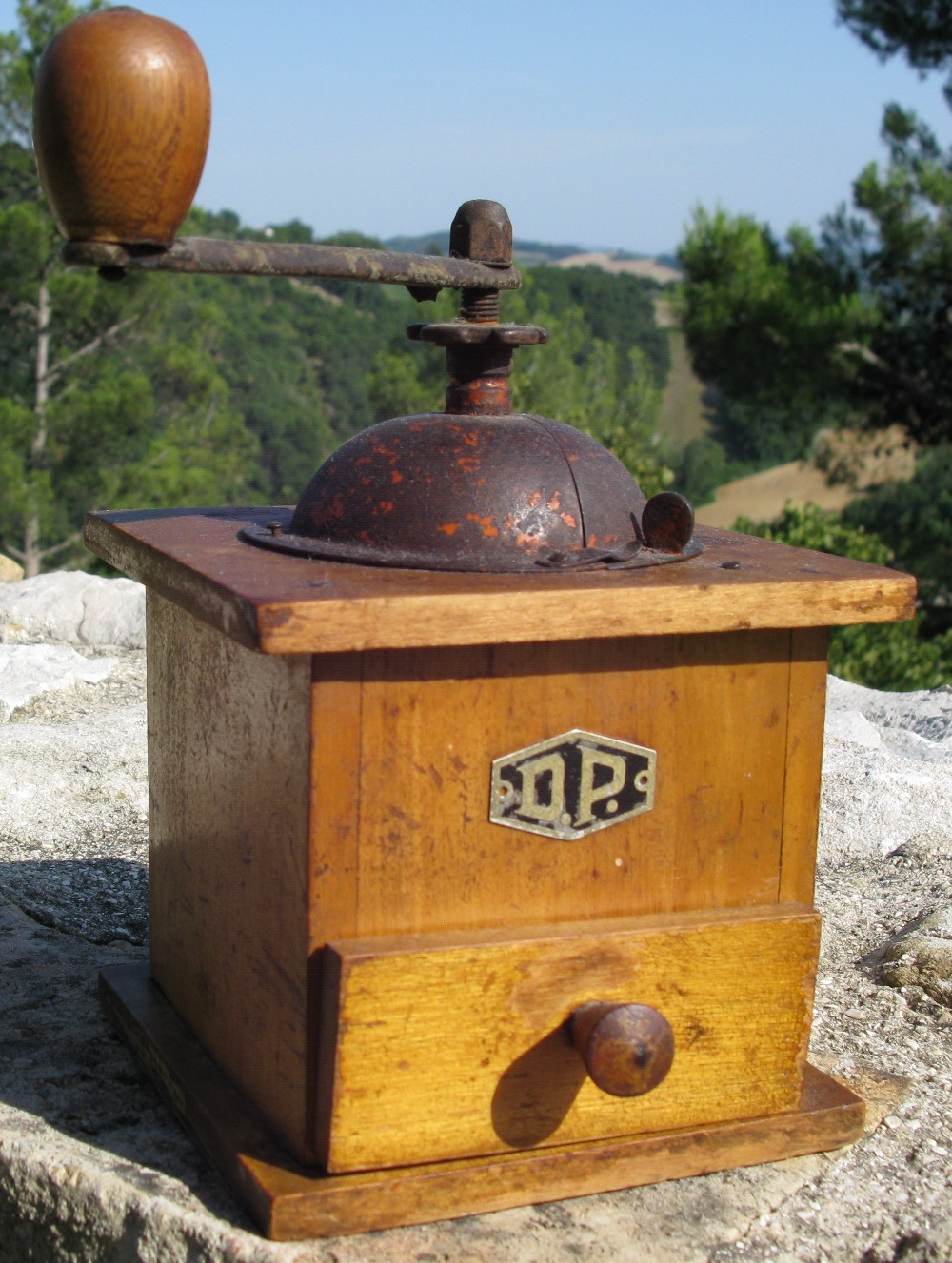
Macinacaffè

## Storia
Le prime importazioni di caffè nell'Europa del XVI secolo, implicarono l'esigenza di creare uno strumento che potesse macinarne i suoi semi, ma conservandone l'aroma originale.
Divenne subito chiaro che i macinaspezie andavano parzialmente adattati, ma poi abbandonati perché corrosivi. Per macinare il caffè, il primo metodo conosciuto fu l'utilizzo di un mortaio per pestare i semi tostati.
I primi prototipi di macinacaffè apparvero contemporaneamente in Europa e Turchia nel XVII secolo. In Turchia, i macinatori erano costituiti da un cilindro di rame o di ottone. Intagliate o decorate con pietre preziose, erano dotati di un meccanismo composto da un pozzo verticale che azionava una ghiera zigrinata, spesso con un manico pieghevole che si inseriva nella parte superiore del macinatore.
Il paese europeo dove maggiormente si diffuse questo strumento, fu la Francia, anche se il primo vero modello di macinino fu costruito da Richard Dearmann, un fabbro inglese di Birmingham, nel 1799. Successivamente, ebbe una grande diffusione negli Stati Uniti, dove nel 1818, Increase Wilson depositò il brevetto del primo macinacaffè a muro.
Dopo la Rivoluzione industriale, la produzione del macinacaffè non fu più attività artigianale, e nacquero diverse imprese nel settore. Su tutte, la francese Peugeot, che avviò tale produzione verso il 1842. In Italia, prima impresa costruttrice di macinini fu la piemontese Tre Spade.

## Caratteristiche

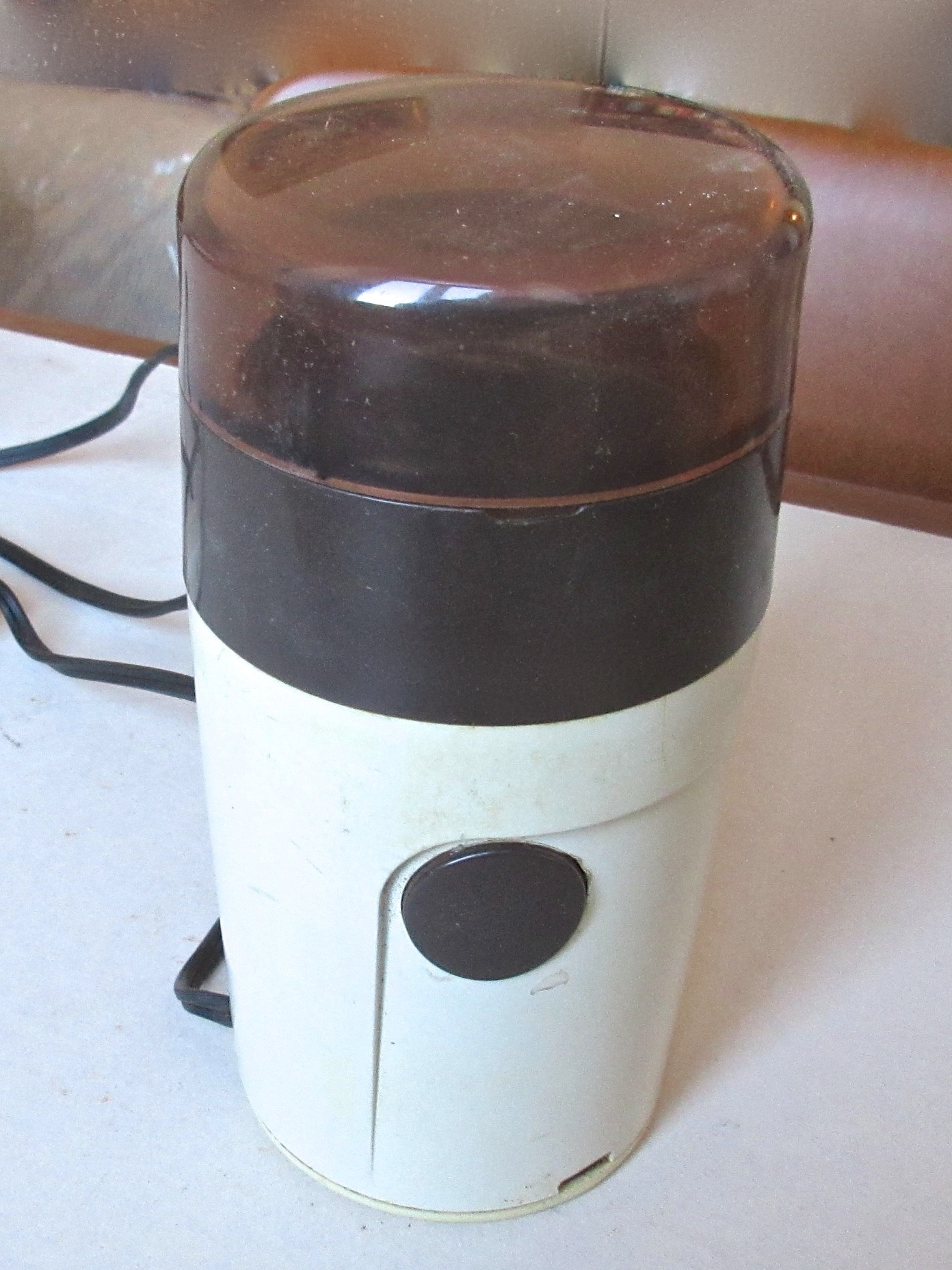
Macinino elettrico

Il macinacaffè così come concepito ai nostri giorni, funziona per mezzo della corrente elettrica e lavora in modalità semi-automatica. Nella parte superiore è costituito fondamentalmente da un grosso cilindro dove vanno depositati i grani del caffè, con all'interno due lame in acciaio oppure, nei modelli professionali, una macina elicoidale centrifuga, che servono per la frantumazione dei grani.
La parte inferiore è simile alla macchina da caffè, in cui sono presenti un pulsante per la sua accensione, una manovella per regolare la temperatura, una base dove porre una tazza, ed al suo interno le componenti elettroniche ed elettriche.